# Dreifachporträt von Karl I.
Das Dreifachporträt von Karl I. (Triple portrait of Charles I) ist ein Ölgemälde des flämischen Künstlers Anthonis van Dyck, das Karl I. (Charles I), König von England, Schottland und Irland aus drei Blickwinkeln zeigt. Daher ist das Werk auch als Karl I. in drei Ansichten (Charles I in Three Positions) bekannt. Das Gemälde zählt zu den bekanntesten Porträts von Karl I., zu den bedeutendsten Gemälden von Anthonis van Dyck und zu den herausragenden Werken der Porträtmalerei. Es ist Teil der Royal Collection und wird heute in Windsor Castle ausgestellt.

## Das Gemälde

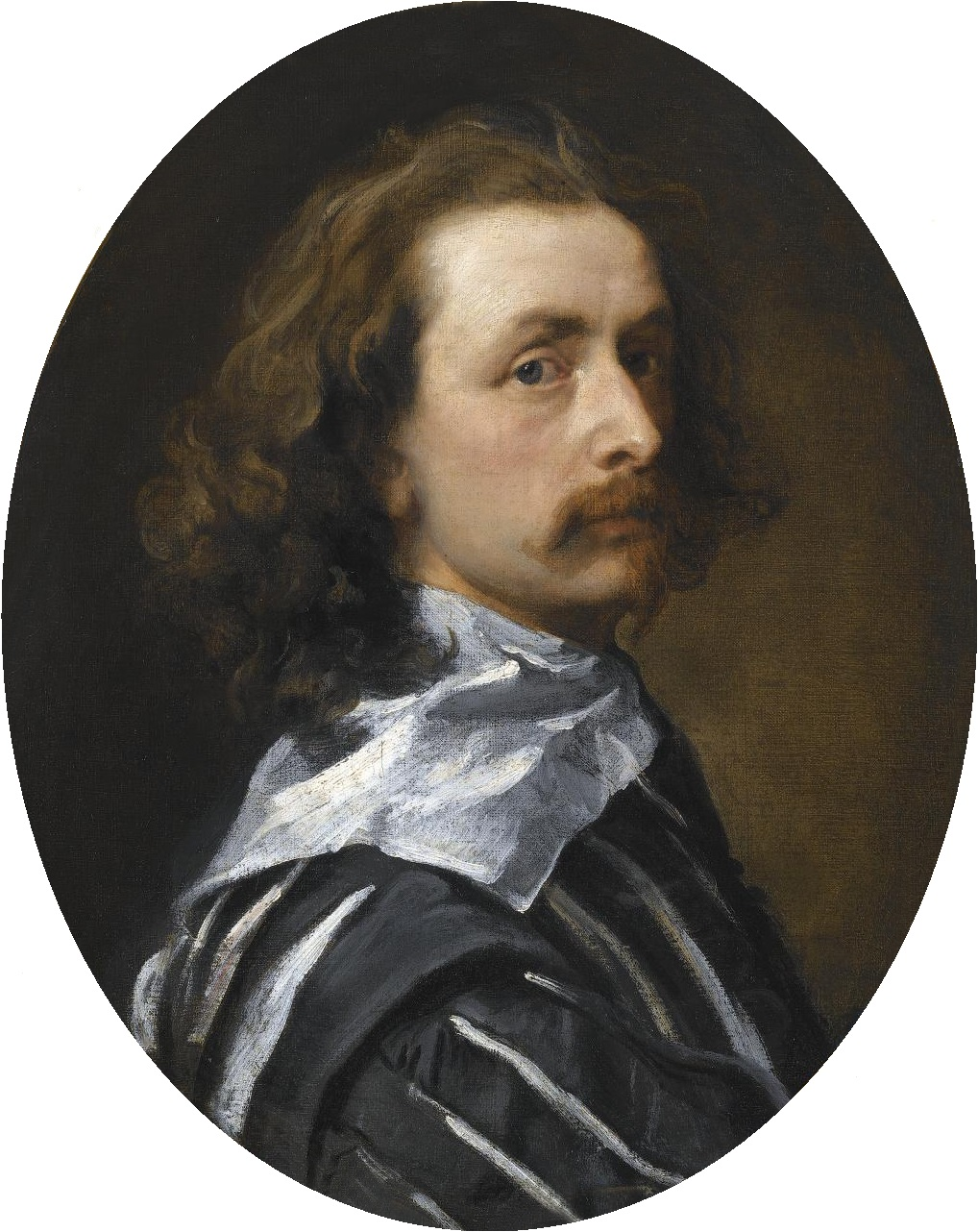
Anthonis van Dyck: Selbstporträt (um 1640)

Das Porträt zeigt Karl I. dreimal jeweils als Halbfigur, links in Profilansicht, in der Mitte in Frontalansicht und rechts in Dreiviertelansicht. Die Farben der Oberbekleidung und das Muster der Spitzenkragen sind in jedem Porträt unterschiedlich. In allen drei Darstellungen trägt Karl I. unter dem Spitzenkragen das blaue Band des Hosenbandordens (Order of the Garter). Bei diesem Band handelt es sich eigentlich um ein Schulterband, aber Karl I. bevorzugte die Trageweise um den Hals. Im mittleren Porträt sieht man entsprechend am unteren Ende des Bandes das Abzeichen zum Schulterband. Links legt Karl I. den Daumen in die Schlaufe des Schulterbands, rechts wird das Band teilweise durch einen Umhang verdeckt. Ganz rechts sieht man ausschnittsweise den Bruststern des Hosenbandordens mit dem Georgskreuz und dem Motto Honi soit qui mal y pense (Beschämt sei, wer darüber falsch denkt)  als Inschrift.

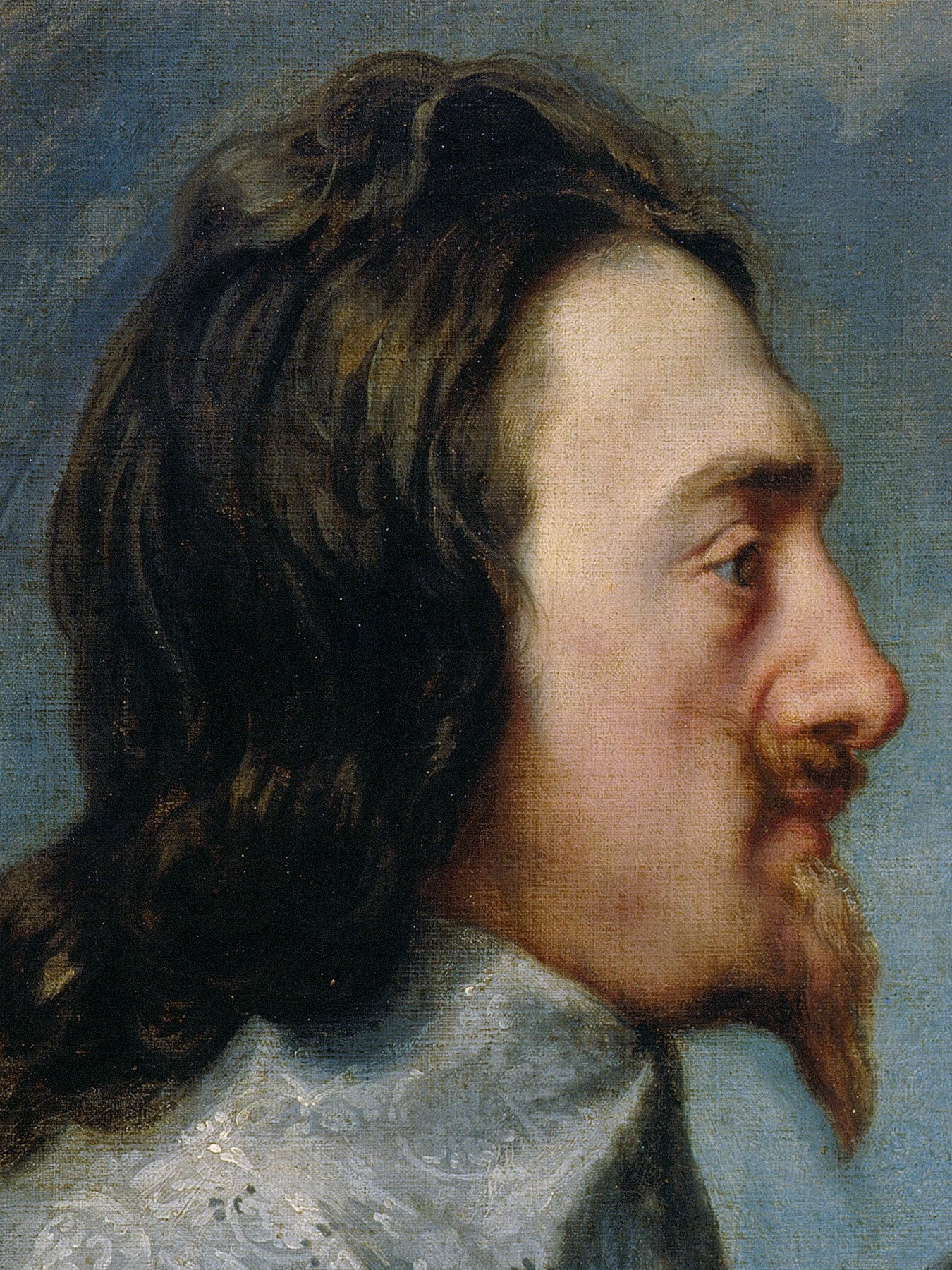
Profilansicht
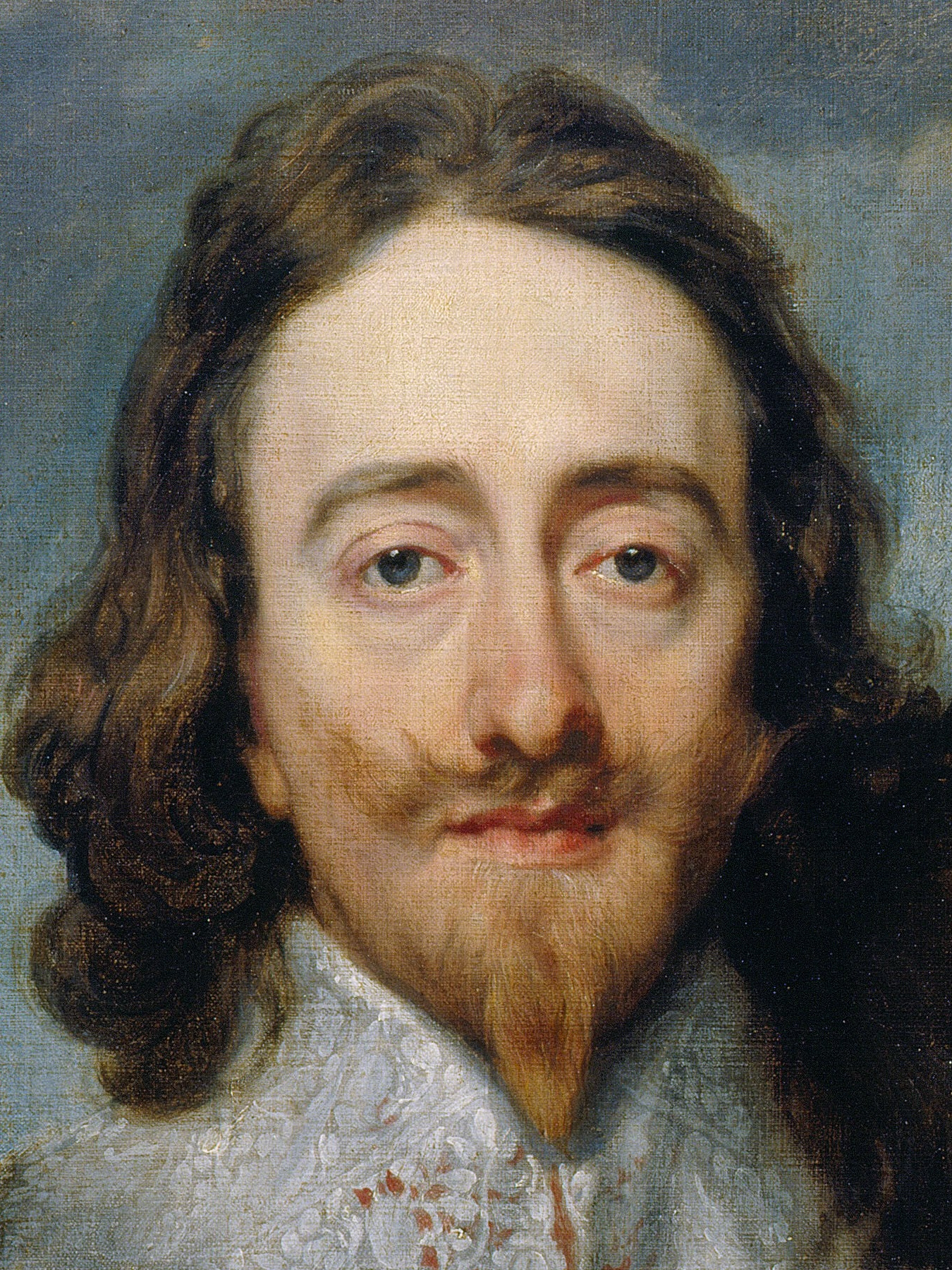
Frontalansicht
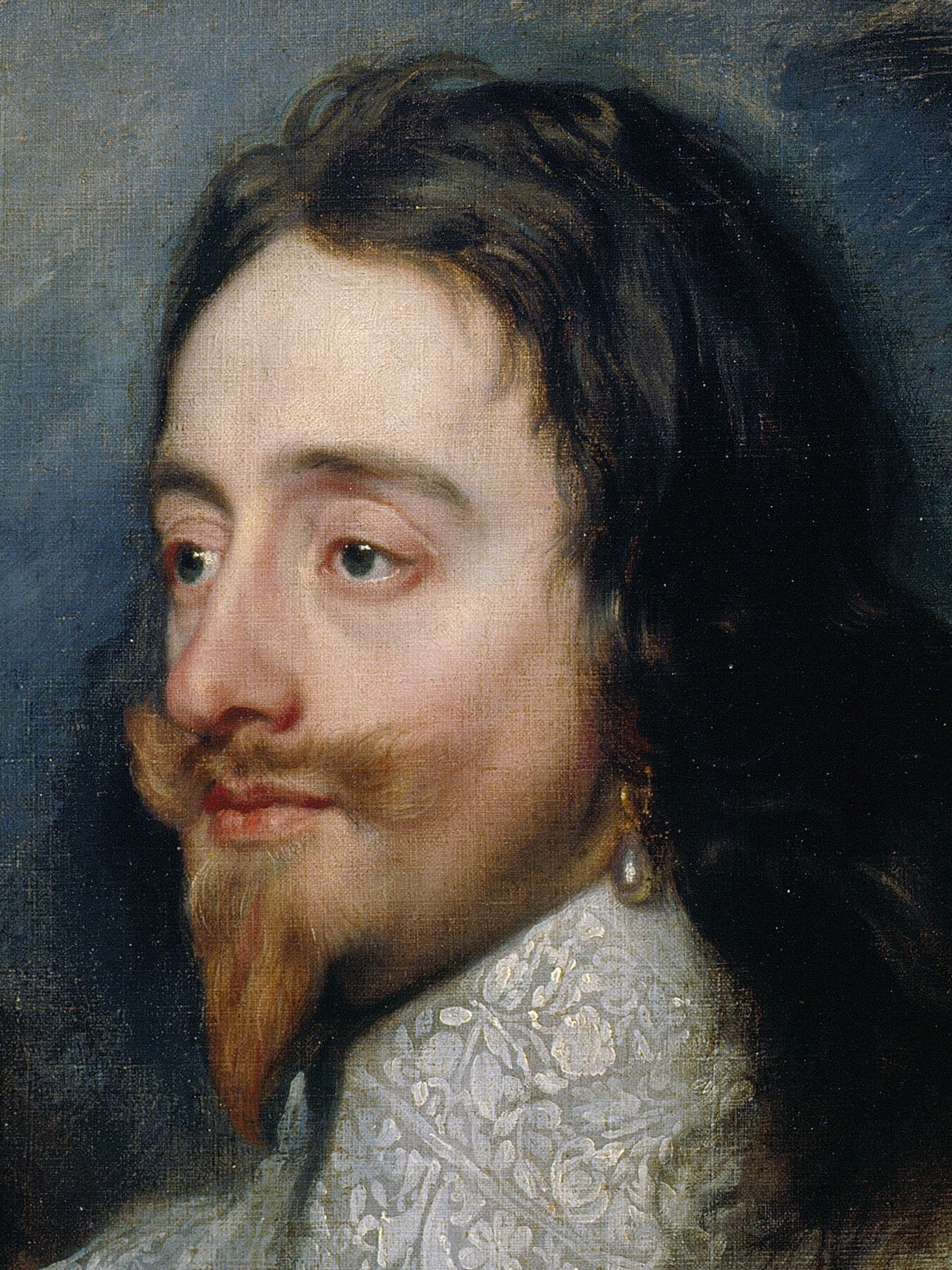
Dreiviertelansicht

Hinsichtlich des Bartes und des Haupthaars orientiert sich der König an der aktuellen Mode. Er trägt einen Knebelbart und gewelltes langes Haar mit einem angedeuteten Mittelscheitel, wobei die Haare auf seiner linken Seite deutlich länger sind als rechts. Nur im rechten Porträt sieht man im Ohr von Karl I. einen Ohrring mit einer großen eiförmigen Perle als Anhänger. Ohrringe und die Trageweise nur an einem Ohr waren im Hochadel zu dieser Zeit weit verbreitet. Karl I. trug seit seinem 15. Lebensjahr einen Ohrring. Den Ohrring aus dem Gemälde, der in zahlreichen seiner von van Dyck gemalten Porträts zu sehen ist, trug der König auch bei seiner Hinrichtung 1649. Die Ansichten des Königs und der Hintergrund sind mit einer für van Dyck ungewöhnlichen Sorgfalt und Zurückhaltung gezeichnet und modelliert. Das Gemälde wurde wahrscheinlich in der zweiten Hälfte des Jahres 1635 begonnen und 1636 vollendet.

## Hintergrund

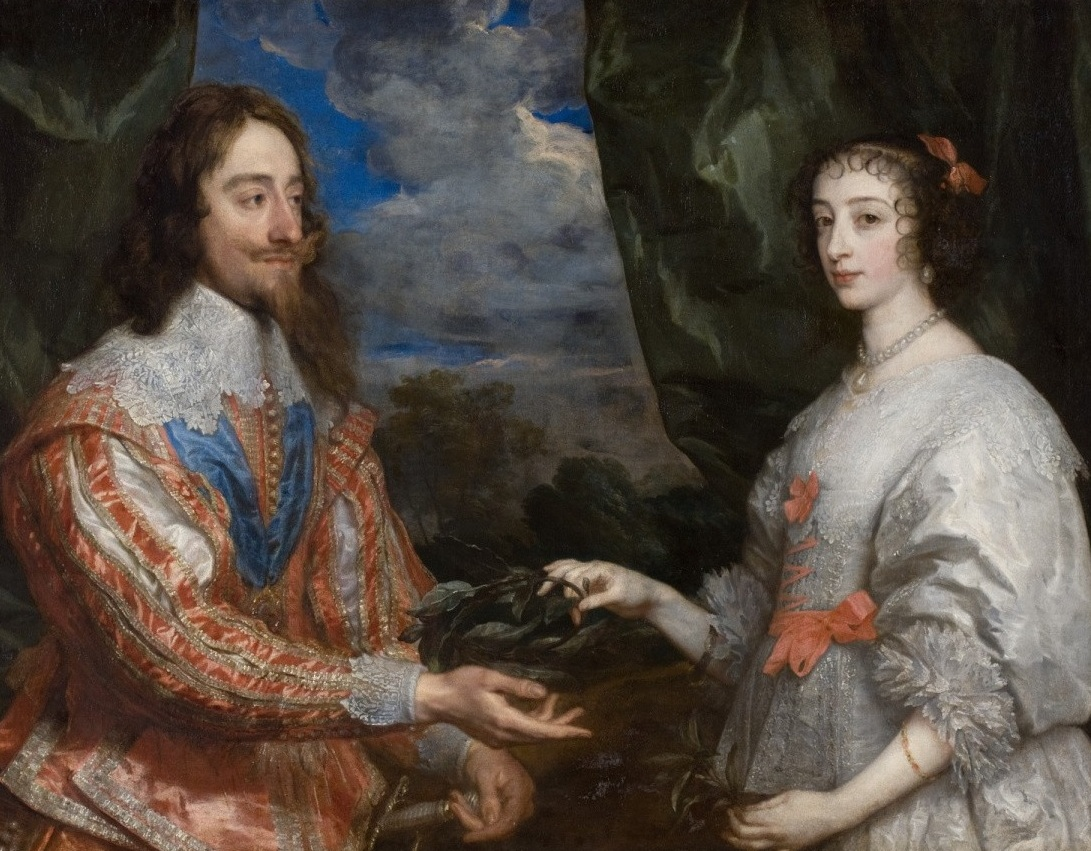
Anthonis van Dyck: Porträt von Karl I. und Henrietta Maria (1632)

Papst Urban VIII. beauftragte um 1635 den namhaften Bildhauer Gian Lorenzo Bernini, eine Marmorbüste von Karl I. anzufertigen, die als Geschenk für dessen Ehefrau Henrietta Maria gedacht war. Dazu benötigte Bernini allerdings eine Vorlage, die es ermöglichte, den König dreidimensional abzubilden. Anthonis van Dyck fiel nun die Aufgabe zu, ein Referenzwerk für Bernini zu schaffen. Als Vorbild für seine drei Ansichten könnte das Dreifachporträt eines Goldschmieds von Lorenzo Lotto gedient haben, das sich zu dieser Zeit in der Sammlung Karls I. befand. Insofern ist ungeklärt, ob van Dyck oder der König die Idee zu einem Gemälde mit drei Ansichten entwickelte. In seinem Brief an Bernini vom 17. März 1636 kündigte der König die Zusendung des Referenzwerks an und äußerte die Hoffnung, dass Bernini die Marmorbüste nach diesem Porträt anfertigen würde. Als Bernini schließlich das Gemälde erhielt, soll er sinngemäß ausgerufen haben, das sei das Porträt eines dem Untergang geweihten Mannes. 13 Jahre später wurde Karl I. nach dem Ende des Englischen Bürgerkriegs wegen Hochverrats angeklagt und enthauptet.

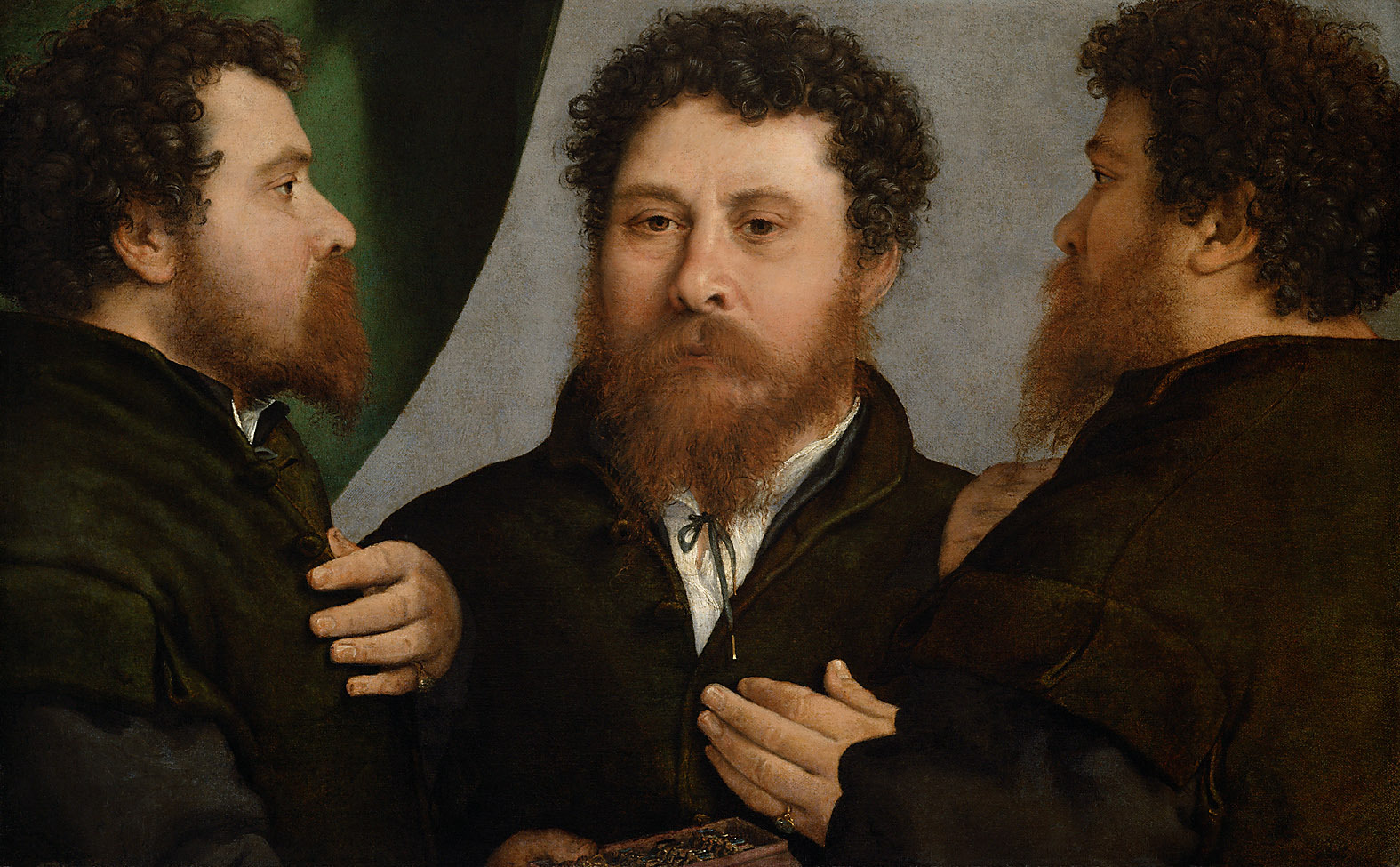
Lorenzo Lotto: Dreifachporträt eines Goldschmieds (1530)

Bernini begann im Sommer 1636 mit seiner Arbeit an der Marmorbüste. Nach der Fertigstellung sandte Papst Urban VIII. die Statue an Königin Henrietta Maria in der Hoffnung, eine Annäherung der römisch-katholischen Kirche mit der anglikanischen Church of England herbeizuführen. Am 17. Juli 1637 wurde die Marmorbüste dem König und der Königin in Oatlands überreicht. Das Werk wurde vom Hofstaat begeistert aufgenommen und für die Ähnlichkeit mit dem Herrscher bewundert. Karl I. belohnte Bernini mit einem Diamantring im Wert von 800 £, heute etwa 130.000 £, und Henrietta Maria beauftragte Bernini umgehend mit der Anfertigung einer zweiten Marmorbüste, die sie selbst darstellen sollte. Der englische Bürgerkrieg verhinderte allerdings eine Ausführung des Werks. Die Büste Karls I. wurde zuletzt im Palace of Whitehall aufbewahrt und 1698 in einem Großbrand zerstört.

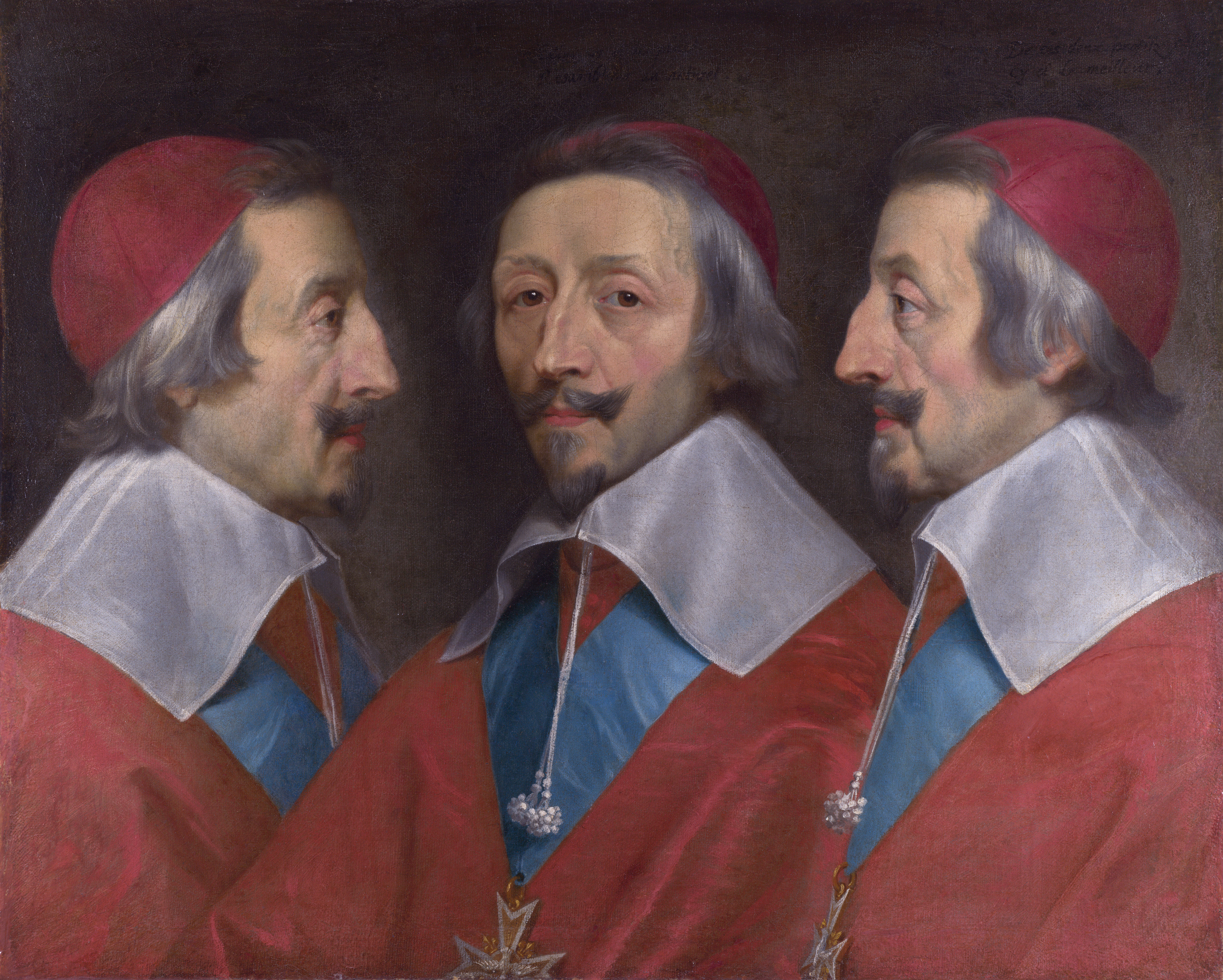
Atelier Philippe de Champaigne: Dreifachporträt von Kardinal Richelieu (um 1642)

Van Dycks Gemälde könnte die Anfertigung eines später entstandenen Porträts von Kardinal Richelieu inspiriert haben. Der französische Künstler Philippe de Champaigne porträtierte den Kardinal in zwei oder drei Ansichten, von denen nur noch das linke Porträt in Profilansicht erhalten geblieben ist. Bereits zu Lebzeiten von Richelieu wurde das Porträt mit der Frontalansicht abgetrennt und ist heute verschollen. Kurze Zeit später entstand im Atelier von de Champaigne eine Kopie mit drei Ansichten, die 1642 nach Rom verschickt wurde, damit der Bildhauer Francesco Mochi nach dieser Vorlage eine Statue von Richelieu anfertigen konnte. Auch diese Vorgehensweise scheint auf die Anfertigung der Marmorbüste von Karl I. zurückzugehen. Von der Skulptur Richelieus ist nur mehr der Torso vorhanden.

## Kopien und Reproduktionen
Das Dreifachporträt wurde im Verlauf der nächsten Jahrhunderte sehr populär, so dass man zahlreiche und verschiedenartige Kopien des Werks anfertigte, die mit dem Original teilweise nur mehr eine gewisse Ähnlichkeit aufweisen. Eine frühe Reproduktion stammt von Henry Stone (1616–1653), die einigen späteren Gemälden und Kupferstichen als Vorlage diente. Henry Stone war ein englischer Maler und versierter Van-Dyck-Kopist. Unklar ist, an welchem Ort Henry Stone das Dreifachporträt kopierte, da er sich auch viele Jahre in Italien aufhielt. Sein Gemälde weist einen größeren Bildausschnitt auf, wie man an dem Bruststern des Hosenbandordens erkennen kann, der auf der Kopie von Stone in nahezu ganzer Größe zu sehen ist.
Ein späteres Gemälde, das um 1750 entstand und sich heute in der Sammlung des Victoria and Albert Museums in London befindet, scheint speziell für Anhänger der entmachteten Linie des Hauses Stuart gemalt worden zu sein. Die jakobitischen Prätendenten erhoben noch im 18. Jahrhundert als direkte männliche Nachfahren von König Karl I. Anspruch auf den britischen Thron. Eine kleine Reproduktion der drei Ansichten von Karl I., die sich im Schloss Friedrichshof in Kronberg im Taunus befand, wurde zum Ende des Zweiten Weltkriegs von US-Soldaten widerrechtlich in Besitz genommen und Ende 1945 an eine Angestellte der United States Special Services verkauft. Das kleine Ölgemälde gehörte einst der ältesten Tochter von Königin Victoria, Prinzessin Victoria, die den späteren deutschen Kaiser Friedrich III. heiratete. Das Gemälde wurde 2015 im Rahmen eines Festaktes an Heinrich Donatus von Hessen, dem Erben der damaligen Eigentümer, zurückgegeben. Von den Reproduktionen aber auch vom Originalgemälde wurden zahlreiche Kupferstiche angefertigt, einige auch von minderer Qualität.

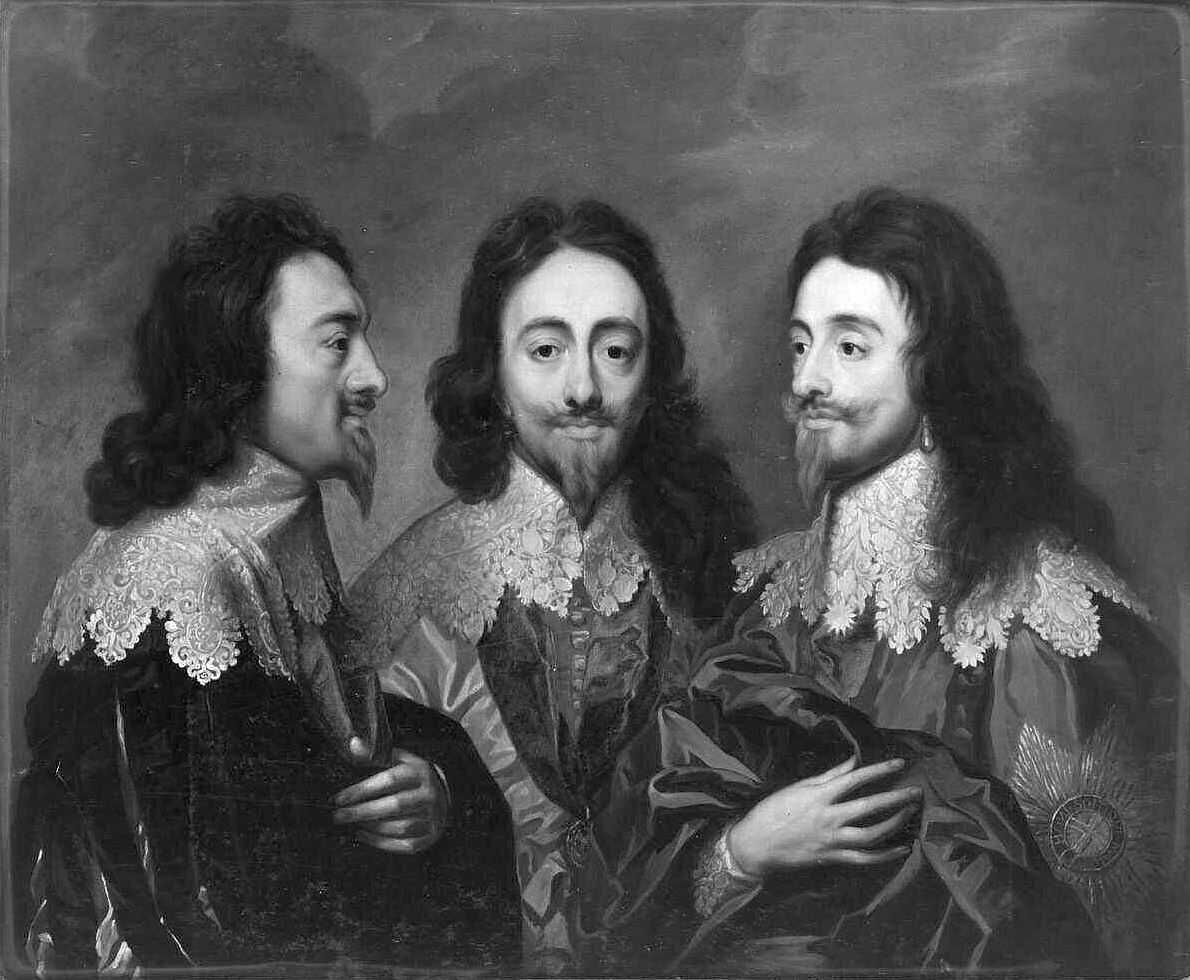
Reproduktion von Henry Stone
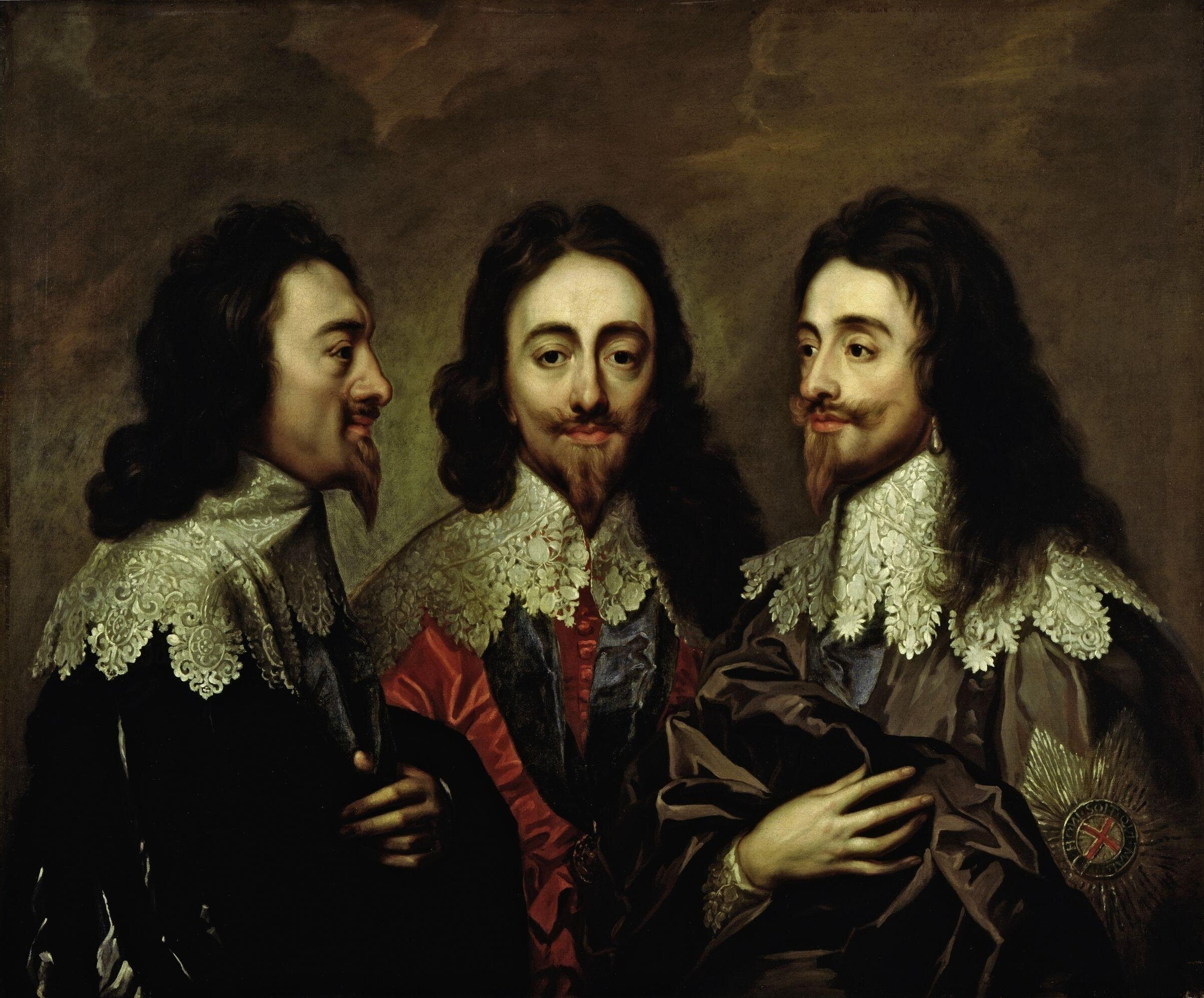
Kopie aus dem Victoria and Albert Museum
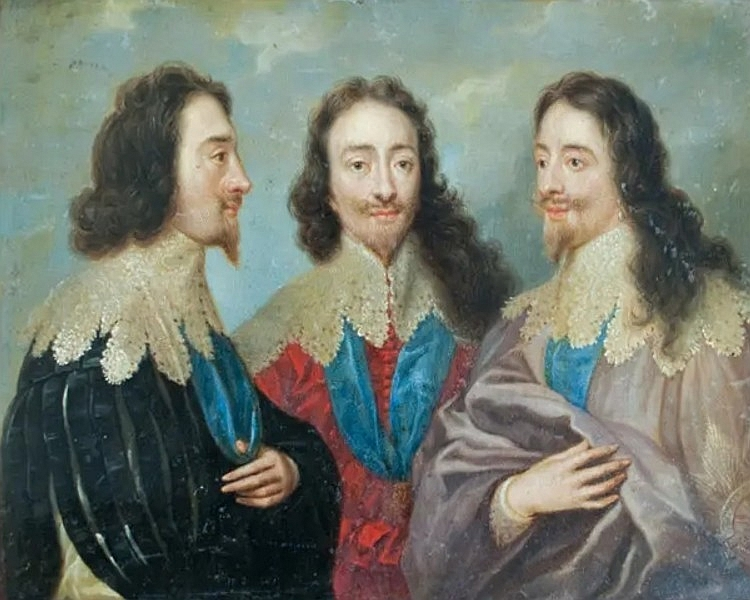
Miniatur aus dem Nachlass von Prinzessin Victoria
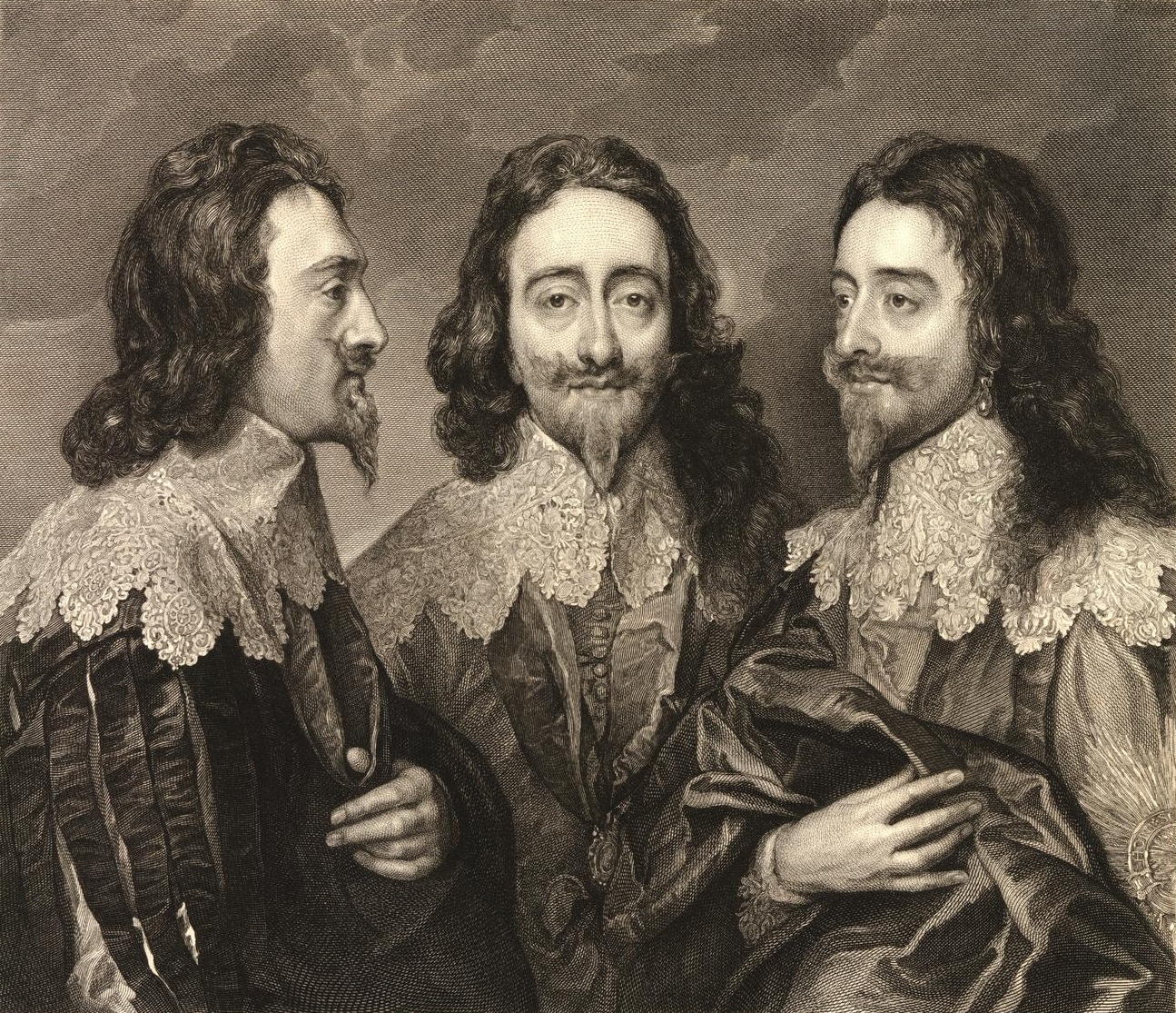
Kupferstich von William Sharp nach dem Original
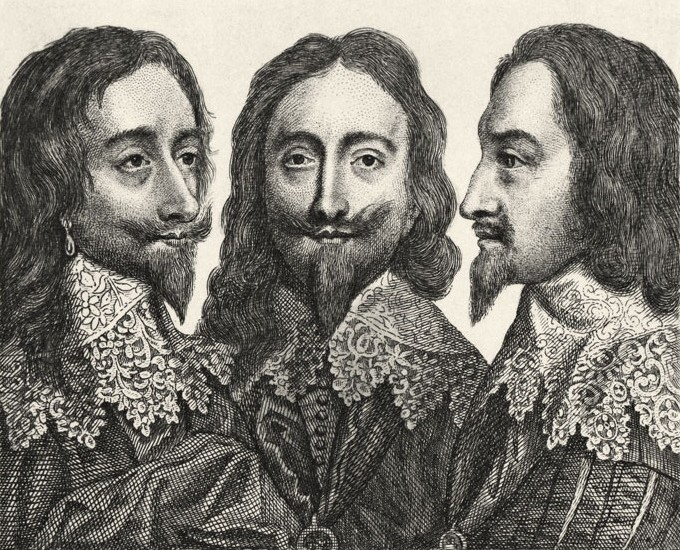
Kupferstich nach der Kopie von Henry Stone

## Provenienz

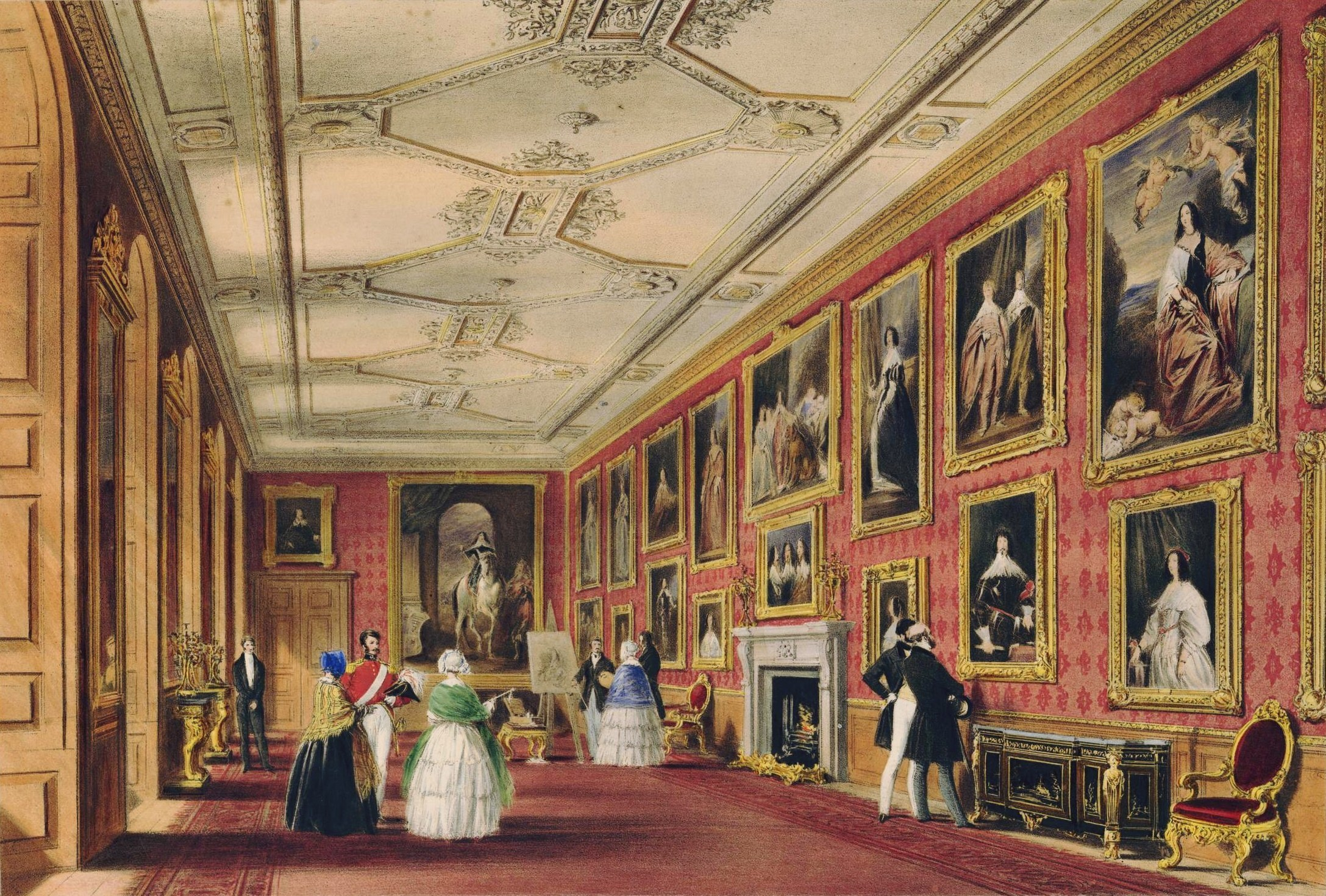
Van Dyck Room auf Windsor Castle um 1850 mit Königin Victoria, Prinz Albert und dem Dreifachporträt über dem Kamin

Das Dreifachporträt blieb zunächst im Besitz von Bernini und seinen Erben und wurde im Palazzo Bernini an der Via del Corso in Rom aufbewahrt. 1802 oder 1803 kaufte James Irvine das Gemälde im Auftrag des Kunsthändlers William Buchanan und des Kunstsammlers Arthur H. Champernowne. Buchanan ließ von William Sharp einen Kupferstich des Dreifachporträts anfertigen. Später kam das Porträt in den Besitz des Kunstsammlers Walsh Porter und schließlich in die Sammlung von William Wells. 1821 wurde das Bild in der British Gallery ausgestellt. 1822 erwarb König Georg IV. das Gemälde für 1000 Guinees, heute etwa 97.000 £. Damit gelangte das Dreifachporträt in die Royal Collection, die Kunstsammlung der britischen Königsfamilie, und ist im Besitz des jeweiligen britischen Monarchen, zählt aber nicht zu dessen Privatvermögen. Zunächst wurde das Gemälde im Carlton House aufbewahrt. Später verbrachte man es nach Windsor Castle, wo es im Van-Dyck-Zimmer (Van Dyck Room) ausgestellt wurde. Heute hängt das Dreifachporträt im Salon der Königin (Queen’s Drawing room).